# Massacre de Netiv HaAsara
Le massacre de Netiv HaAsara se déroule le 7 octobre 2023, au début de l'invasion d'Israël par des assaillants du Hamas, dans le cadre de l'attaque du Hamas contre Israël. Ceux-ci, après avoir pénétré en Israël à partir de la   bande de Gaza, perpètrent un massacre dans le moshav de Netiv HaAsara en Israël. Le bilan est de 21 personnes tuées.

## Contexte
Le mochav de Netiv HaAsarat est situé à proximité du poste-frontière d'Erez, dans le conseil régional d'Eshkol, au nord-ouest du désert du Néguev, à proximité de la barrière de séparation entre Israël et Gaza. La communauté est fondée en 1982 et compte 70 familles.

## Attaque
Trois assaillants du Hamas envahissent le village le 7 octobre 2023 vers 6 heures du matin en arrivant à l'aide de parapentes. Des membres de l'équipe d'urgence (milice armée d'habitants du village) tentent de les stopper mais trois d'entre eux sont tués. Par la suite, sept autres combattants du Hamas arrivent par la route après avoir ouvert une brèche dans la barrière encerclant Gaza. Ils tuent 20 personnes.
Barricadés dans leurs abris, la plupart des habitants ne seront délivrés par l'armée israélienne que vers 17 h 15, soit plus de dix heures après le début de l'opération. Le village est ensuite totalement évacué.